# Saint-Bresson (Alto Saona)
 Saint-Bresson  es una población y comuna francesa, situada en la región de Franco Condado, departamento de Alto Saona, en el distrito de Lure y cantón de Faucogney-et-la-Mer.

## Demografía
| 775 | 703 | 601 | 523 | 451 | 408 | 433 |
| Para los censos de 1962 a 1999 la población legal corresponde a la población sin duplicidades (Fuente: INSEE [Consultar]) |     |     |     |     |     |     |